# Cyrille Guimard
Pour les articles homonymes, voir Guimard.
Cyrille Guimard, né le 20 janvier 1947 à Bouguenais (Loire-Atlantique), est un dirigeant d'équipe cycliste et ancien coureur cycliste français. Il a notamment dirigé les équipes Gitane et Renault dans les années 1970 et 1980, remportant sept Tours de France avec Lucien Van Impe, Bernard Hinault et Laurent Fignon. Il a également été directeur sportif de l'équipe de France de 2017 à 2019.
Il est consultant à la radio et à la télévision de 1987 à 2024. 

## Biographie

### Enfance et jeunesse
Cyrille Guimard qui naît en 1947, d'un père maçon, a son premier vélo à six ans et évoquera plus tard avec malice qu'il est l'inventeur du BMX lorsqu'il évoque ses acrobaties avec un VéloSoleX sans moteur, dans la campagne où la moindre taupinière ou un trou de bombes près de l’aéroport Nantes-Atlantiques se transformaient en tremplins et l'inventeur du Gravel en pratiquant le vélo sur des chemins de cailloux de Provence. Ayant obtenu son CAP d'ajusteur, il quitte l'école à 17 ans, puis travaille aux Chantiers Dubigeon de Nantes. Il commence sa « carrière » cycliste à 15 ans, il termine 3e du championnat de France cadet l'année suivante derrière Allan Bonnet.

### Coureur cycliste

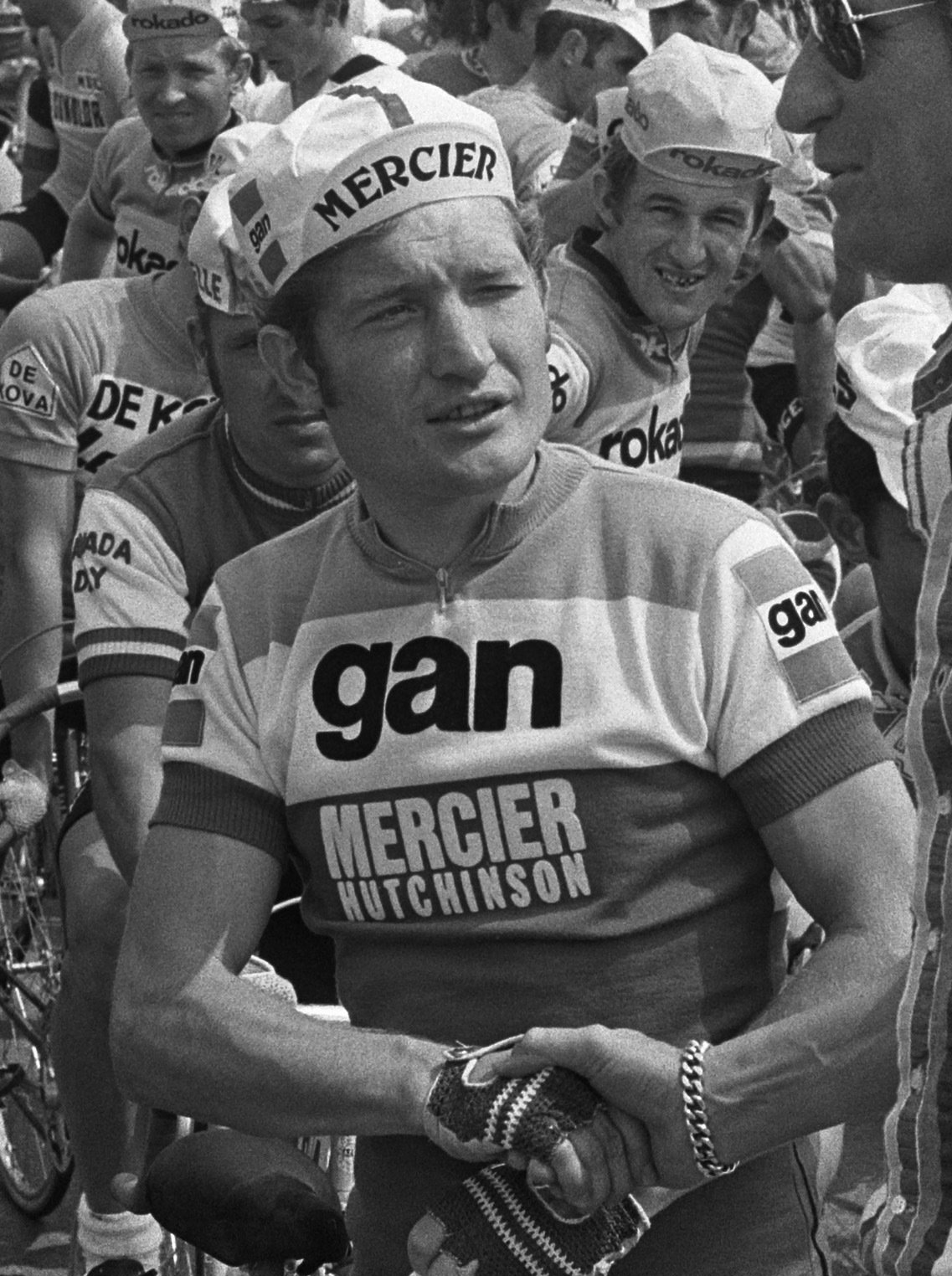
Cyrille Guimard lors du Tour de France 1973.

#### Carrière
En tant que coureur cycliste, il compte 94 victoires professionnelles à son palmarès, dont 7 étapes sur la Grande Boucle et le Grand Prix du Midi libre en 1972. Ses succès sont dus à ses qualités de sprinter ; il a d'ailleurs remporté le classement par points du Tour d'Espagne 1971. Sa plus grande performance reste son Tour de France 1972 où la 2e place derrière Eddy Merckx (qu'il bat au sommet du Revard) lui était promise, ainsi que le maillot vert du classement par points. Une douleur au genou le contraint cependant à l'abandon en fin de Tour près de Troyes, alors qu'il porte le maillot vert (pour lequel il ne pouvait plus être battu). Cyrille Guimard a été également double médaillé de bronze aux championnats du monde de cyclisme sur route à Mendrisio en Suisse en 1971 (victoire de Merckx) et à Gap en 1972 (victoire de Marino Basso).
Il quitte le milieu professionnel sur une victoire au championnat de France de cyclo-cross, le 11 janvier 1976 à Chazay-d'Azergues, devant les spécialistes de la discipline, Jean-Yves Plaisance et Alex Gérardin, puis sur une quatrième place aux championnats du monde 1976 de cette discipline.

#### Dopage
Contrairement à la rumeur, Cyrille Guimard n’a jamais été contrôlé positif lors du Tour de Luxembourg 1972 mais bien lors du Tour de France 1974. Bernard Sainz, surnommé docteur Mabuse, écroué à plusieurs reprises lors d'enquêtes sur le dopage de coureurs cyclistes, affirme s'être occupé de Guimard « à partir de 1969, alors qu'il était en panne de résultats et lui avoir fait retrouver la voie du succès ».

### Directeur sportif
Cyrille Guimard commence sa carrière de directeur sportif dans l'équipe Gitane en février 1976. Il y est appelé par les dirigeants de Gitane afin de remplacer Jean Stablinski. Celui-ci n'est plus accepté par Bernard Hinault, qui commence alors sa carrière et est sur le point de quitter l'équipe. L'arrivée de Guimard au poste de directeur sportif convainc Hinault de rester chez Gitane. Dès son premier Tour comme directeur sportif (en 1976), il mène à la victoire Lucien Van Impe, il est depuis le plus jeune directeur sportif « vainqueur » du Tour à 29 ans.
En 1978, à la suite du rachat par Renault du fabricant de cycles Gitane, l'équipe cycliste Gitane-Campagnolo devient Renault-Gitane-Campagnolo, puis Renault-Elf en 1981. De 1978 à 1985, l'équipe Renault remporte notamment six Tours de France avec ses leaders Bernard Hinault (1978, 1979, 1981, 1982), déjà présent dans l'équipe Gitane, et Laurent Fignon (1983 et 1984), recruté par Cyrille Guimard en 1982. Hinault gagne également durant cette période deux Tours d'Espagne et deux Tours d’Italie ainsi que le titre de champion du monde sur route en 1980. Greg LeMond est également champion du monde en 1983. Il commence sa carrière professionnelle en 1981 sous la direction de Cyrille Guimard, comme Fignon l'année suivante. Contrairement à ce dernier, il gagne ses trois Tours de France au sein d'autres équipes, après avoir quitté Renault en 1985. Laurent Fignon témoigne de cette époque dans son autobiographie Nous étions jeunes et insouciants en disant de Cyrille Guimard : « très grand directeur sportif mais humainement détestable ».
En 1985, la régie Renault annonce la fin de ses engagements dans le sport pour la fin de l'année, signifiant la disparition de l'équipe cycliste. Guimard peine à trouver un repreneur. Il associe Laurent Fignon à sa recherche. Celui-ci propose de créer une nouvelle structure qui leur appartiendrait et vendrait à un sponsor un espace publicitaire : le maillot de l'équipe. D'abord sceptique, Guimard finit par accepter cette proposition. Il crée avec Fignon l'association sportive France Compétition et la régie publicitaire Maxi-Sports Promotion, dont ils sont propriétaires à parts égales. Ce type d'organisation, alors inédit, sera repris par d'autres équipes cyclistes durant les années suivantes. La société Système U s'engage avec cette nouvelle structure pour un montant de 45 millions de francs sur trois ans.
Fin 1995, après le retrait de Castorama, il connaît une année sans équipe. En 1997, il dirige la nouvelle équipe Cofidis. En octobre de cette année, il est mis en examen pour « abus de biens sociaux, banqueroute par comptabilité fictive et par emploi de moyens ruineux pour obtenir du crédit, et fausse déclaration dans l’acte constitutif d’une société », dans une affaire liée à la société Siclor qu'il a lancée en 1996. Cette mise en examen entraîne son départ de l'équipe, en raison notamment des « risques médiatiques qui pourraient atteindre injustement Cofidis ».
En 2007, il redevient directeur sportif chez les professionnels en encadrant l'équipe continentale Roubaix Lille Métropole.
Il reconnaît la pratique du dopage dans son équipe lorsqu'il était directeur sportif mais affirme que « le dopage était minime », essentiellement à base d'amphétamines, de cortisone, de caféine et éventuellement de testostérone.

### Consultant dans l'audiovisuel
À la radio, Cyrille Guimard collabore avec Europe 1 de 1987 à 2009, puis devient consultant sur RMC à partir du Tour de France 2009.
À la télévision, il est consultant pour La Cinq et France Télévisions. Il est aussi, de 1998 à 2015, commentateur de courses cyclistes avec Frédéric Brindelle sur AB Sports, Pathé Sport, Sport+ et Canal+. En 2018, il rejoint la chaîne L'Équipe. Il commente notamment le Tour d'Italie avec Patrick Chassé et Christophe Riblon.
En août 2024, à l'âge de 77 ans. il annonce lors de l'émission Ça va frotter de la chaîne L'Equipe sa décision de mettre un terme à sa carrière de consultant.

### Fonctions à la Fédération française de cyclisme
En 2009, Cyrille Guimard est candidat sans succès à la présidence de la Fédération française de cyclisme (FFC), opposé à Michel Callot et David Lappartient (élu). De 2008 à 2012, il siège au bureau exécutif de la Fédération française de cyclisme, puis de 2012 à 2014, il fait partie du conseil fédéral de cette fédération. Il quitte ce poste le 24 décembre 2014 en considérant qu'il y est inutile puisqu'on ne lui a jamais demandé son avis sur le plan sportif.
Le 23 juin 2017, il est nommé sélectionneur de l'équipe de France masculine de cyclisme sur route par la Fédération française de cyclisme. Il obtient comme meilleur résultat la médaille d'argent de Romain Bardet aux mondiaux 2018. Le dimanche 30 juin 2019, Michel Callot, président de la FFC, officialise son départ du poste de manager de l'équipe de France. Il est remplacé par Thomas Voeckler.

### Vie privée
Il épouse la chanteuse Annie Philippe, avant de divorcer dans les années 2000. 

## Palmarès

### Palmarès amateur
| - 1963 - 2e du championnat de France de vitesse cadets - 3e du championnat de France sur route cadets - 1964 - Champion de France juniors des PTT - 2e du championnat de France sur route juniors - 1965 - Championnat de l'Atlantique-Anjou - 1re étape de l'Essor breton - Prix de la Saint-Laurent - 1966 - Champion de France des PTT - Championnat de l'Atlantique-Anjou - Prix de la Saint-Laurent - Critérium de La Machine - Deux Jours cyclistes de Machecoul : - Classement général - 2e étape - 6e étape de la Route de France - 1re étape du Circuit des Trois Provinces - Grand Prix de Tours - 2e du Circuit des Trois Provinces | - 1967 - Champion de France sur route amateurs - Championnat de l'Atlantique-Anjou - Circuit de la vallée de la Loire - Circuit des Trois Provinces : - Classement général - Deux étapes - Trois Jours d'Hénin-Liétard : - Classement général - 2e (contre-la-montre) et 3e étapes - 10e et 11e étapes du Tour de l'Avenir - Deux Jours cyclistes de Machecoul : - Classement général - 2e étape - 1re, 5e et 6e étapes du Tour du Bordelais - Grand Prix de Nice - 2e du Grand Prix de l'Équipe et du CV 19e - 3e du Tour du Bordelais - 4e du Tour de l'Avenir |  |

### Palmarès professionnel
| - 1968 - Grand Prix de Saint-Tropez - Gênes-Nice - 4e étape de Paris-Luxembourg - 3e du Grand Prix de Monaco - 1969 - Promotion Pernod - Gênes-Nice - 2ea et 4eb étapes du Grand Prix du Midi libre - 2e du championnat de France d'omnium - 3e du Grand Prix d'Aix-en-Provence - 3e du Grand Prix du Petit Varois - 7e de Paris-Roubaix - 1970 - Champion de France de vitesse - Grand Prix d'Antibes - 2e étape du Tour d'Indre-et-Loire - 1re étape du Tour de France - 2e du Trofeo Laigueglia - 2e du championnat de France sur route - 6e de Paris-Nice - 6e du Grand Prix du Midi libre - 1971 - Prestige Pernod - Challenge Sedis - 5e étape du Tour du Pays basque - Tour d'Espagne : - Classement par points - Classement du combiné - 3e et 15e étapes - Route nivernaise - 2e des Six Jours de Grenoble (avec Peter Post) - 3e du Tour des Flandres - 3e du championnat de France sur route - Médaillé de bronze au championnat du monde sur route - 5e de Paris-Tours - 5e du Super Prestige Pernod - 7e du Tour de France - 10e du Grand Prix du Midi libre - 1972 - 2e étape de la Semaine catalane - 1rea et 2e étapes du Tour d'Indre-et-Loire - Paris-Bourges - Grand Prix du Midi libre : - Classement général - 1re et 2ea étapes - Tour de l'Oise et de la Somme : - Classement général - 1re étape - 4eb étape du Critérium du Dauphiné libéré - 3e étape du Tour de Luxembourg - 1re, 4e, 14eb, 15e étapes du Tour de France - Boucles de l'Aulne - Six Jours de Grenoble (avec Alain Van Lancker) - 2e du Tour de Lombardie - Médaillé de bronze au championnat du monde sur route - 3e du Super Prestige Pernod - 7e de Paris-Tours | - 1973 - 3ea étape du Tour d'Indre-et-Loire - 2ea étape du Critérium du Dauphiné libéré - 3e étape du Tour de France - 2e du Tour d'Indre-et-Loire - 2e de Bordeaux-Paris - 2e des Six Jours d'Anvers (avec Klaus Bugdahl et Graeme Gilmore) - 3e du Polymultipliée - 6e de la Flèche wallonne - 9e de Milan-San Remo - 1974 - 5e étape de l'Étoile de Bessèges - 3e étape de Paris-Nice - 2eb étape du Tour de l'Aude - 8ea étape du Tour de France - 3e étape de l'Étoile des Espoirs - 2e du Tour méditerranéen - 2e du Grand Prix d'Aix-en-Provence - 3e de Kuurne-Bruxelles-Kuurne - 3e de l'Étoile des Espoirs - 1975 - 3e étape du Tour méditerranéen - 5e étape de l'Étoile de Bessèges - Grand Prix de Plouay - 2e de Gênes-Nice - 1976 - Champion de France de cyclo-cross - Cyclo-cross du Mingant - 4e du championnat du monde de cyclo-cross |  |

### Résultats sur les grands tours

#### Tour de France
5 participations
- 1970 : 62e, vainqueur du classement des points chauds et de la 1re étape
- 1971 : 7e
- 1972 : abandon (18e étape), vainqueur du prix de la combativité et des 1re, 4e, 14eb, et 15e étapes,  maillot jaune pendant 7 jours (dont un à demi-étape)
- 1973 : non partant (8e étape), vainqueur de la 3e étape
- 1974 : abandon (21ea étape), vainqueur de la 8ea étape

#### Tour d'Espagne
1 participation
- 1971 : 12e, vainqueur du  classement par points, du  classement du combiné, du classement des metas volantes et des 3e et 15e étapes

## Palmarès en tant que directeur sportif

### Tour de France
- Vainqueur : 1976, 1978, 1979, 1981, 1982, 1983 et 1984
  - 2e : 1989
  - 3e : 1984
- Vainqueur du classement par points : 1979
- Vainqueur du classement meilleur jeune : 1979, 1983 et 1984
- Vainqueur du classement par équipes : 1979, 1984 et 1987

### Tour d'Espagne
- Vainqueur : 1978 et 1983
  - 3e : 1987
- Vainqueur du classement du combiné : 1987

### Tour d'Italie
- Vainqueur : 1980, 1982 et 1989
  - 2e : 1984
- Vainqueur du Grand Prix de la montagne : 1984
- Vainqueur du classement du meilleur jeune : 1984
- Vainqueur du classement par équipes : 1984